# Covaleda
Covaleda – gmina w Hiszpanii, w prowincji Soria, w Kastylii i León, o powierzchni 104,36 km². W 2011 roku gmina liczyła 1850 mieszkańców.